# Nils Adlercreutz
Nils August Domingo Adlercreutz (Motala, 8 luglio 1866 – Stoccolma, 27 settembre 1955) è stato un cavaliere svedese, vincitore di una medaglia d'oro nell'equitazione ai Giochi olimpici di Stoccolma 1912 con la squadra svedese di concorso completo, composta anche da Axel Nordlander, Ernst Casparsson ed Henric Horn af Åminne.

## Palmarès
| Anno | Manifestazione  | Sede      | Evento                        | Risultato   |
| ---- | --------------- | --------- | ----------------------------- | ----------- |
| 1912 | Giochi olimpici | Stoccolma | Concorso completo individuale | 4º          |
| 1912 | Giochi olimpici | Stoccolma | Concorso completo a squadre   | Oro         |
| 1912 | Giochi olimpici | Stoccolma | Salto ostacoli individuale    | 6º ex aequo |